# پیتزو نرو
پیتزو نرو (به لاتین: Pizzo Nero) یک کوه در سوئیس است که در کانتون وله واقع شده‌است. پیتزو نرو ۲٬۹۰۴ متر بالاتر از سطح دریا واقع شده‌است.